# Frans Arnheim
Frans Manfred Arnheim, född 23 februari 1909 i Mosaiska församlingen i Stockholm, död 8 juli 1971 i Oscars församling i Stockholm, var en svensk redaktör och direktör. 
Frans Arnheim var son till grosshandlaren Karl David Arnheim och hans hustru Rose Lasch. Han tog studentexamen 1927 och sedan en jur.kand. 
Han var verkställande direktör i Swedish Magazine Service AB, i Swedish Design AB och Träindustrins Branschorganisation samt ordförande i Svenska Möbelexportföreningen 1959–1960. Sedan 1964 var han chef för Sveriges Industriförbunds förlagsverksamhet. Han var också en tid sekreterare i Valutakontoret och Statens krigsförsäkringsnämnd. Arnheim var ekonomisk medarbetare på Expressen under 15 år.
Under krigsåren var Arnheim som sekreterare i Flyktingsektionen i Mosaiska (judiska) församlingen i Stockholm verksam i hjälparbetet för judiska flyktingar från Nazityskland.
Arnheim tillhörde en rad nämnder och styrelser, bland annat Folkpartiets näringspolitiska delegation och Samfundet Sverige-Israel. Utöver många artiklar har han utgivit ett par arbeten i bokform. 
Åren 1952–1962 var han gift med Suzanne Bonnier (1924−2016), dotter till bokförläggare Kaj Bonnier och Ulla Wetterlind samt äldre syster till Tomas Bonnier och David Bonnier.